# Greg Kuperberg
Gregory John „Greg“ Kuperberg (* 4. Juli 1967 in Danzig, Polen) ist ein US-amerikanischer Mathematiker.

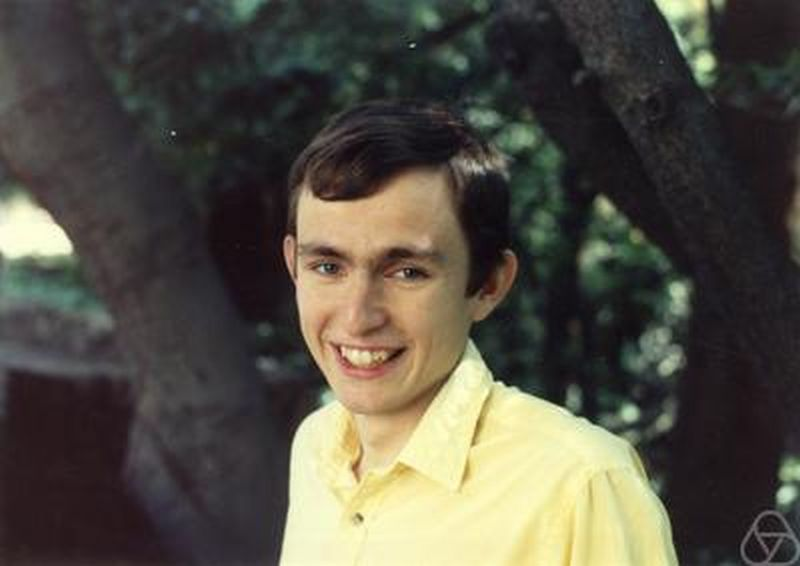
Greg Kuperberg, Berkeley 1991

## Leben
Er ist der Sohn der Mathematiker Krystyna Kuperberg und Włodzimierz Kuperberg, Professor an der Auburn University, und kam mit seinen Eltern 1969 nach Schweden und 1972 in die USA nach Auburn (Alabama). 1982/88 war er Spieleprogrammierer für die Firma Orion (u. a. Paratrooper). Er besuchte schon ab 1979 Mathematikkurse an der Auburn University, an der seine Eltern lehrten, und der Oklahoma State University, an der seine Mutter lehrte. Ab 1983 studierte er an der Harvard University mit dem Bachelor-Abschluss magna cum laude 1987 und 1991 wurde er an der University of California, Berkeley, bei Andrew Casson promoviert (Invariants of Links and 3-Manifolds via Multilinear Algebra and Hopf Algebras). Danach war er Adjunct Assistant Professor in Berkeley, 1992 bis 1995 Dickson Instructor an der University of Chicago und 1995/96 Gibbs Assistant Professor an der Yale University. 1996 wurde er Assistant Professor, 1997 Associate Professor und 2001 Professor an der University of California, Davis.
Er befasst sich mit geometrischer Topologie, Quantenalgebren, Kombinatorik, konvexer Geometrie, aber auch Quanteninformationstheorie und Numerischer Mathematik. 2002 gab er einen alternativen Beweis der Alternating Sign Matrix Vermutung, die von Doron Zeilberger zuerst bewiesen wurde. 2011 bewies er unter Annahme der verallgemeinerten Riemannvermutung, dass das Problem, ob ein Knotendiagramm den trivialen Knoten darstellt NP-schwer ist. Mit seiner Mutter Krystyna Kuperberg veröffentlichte er über verallgemeinerte Gegenbeispiele zur Seifert-Vermutung (seine Mutter fand 1993 das erste glatte Gegenbeispiel). Mit Michael J. Larsen, Noam Elkies und James Propp führte er 1992 Azteken-Diamante in die Kombinatorik ein.
2004/05 war er Gastprofessor an der Cornell University und 2010/11 an der Universität Grenoble.
2012 wurde er Fellow der American Mathematical Society. Er war zweimal Sloan Research Fellow und erhielt 1990 den Morrey Prize in Berkeley.
Er ist mit der Festkörperphysikerin Rena Ziewe verheiratet, die auch Professorin an der University of California, Davis ist.

## Schriften
- mit Noam Elkies, Michael Larsen, James Propp: Alternating-sign matrices and domino tilings. I. J. Algebraic Combin. 1 (1992), no. 2, 111–132. II. ibd. no. 3, 219–234.
- The quantum G2 link invariant, Internat. J. Math., Band 5, 1994, S. 61–85.
- Another proof of the alternating-sign matrix conjecture. Internat. Math. Res. Notices 1996, no. 3, 139–150.
- Non-involutory Hopf algebras and 3-manifold invariants, Duke Math. J., Band 84, 1996, S. 83–129.
- Spiders for rank 2 Lie algebras. Comm. Math. Phys. 180 (1996), no. 1, 109–151.
- mit Krystyna Kuperberg Generalized counterexamples to the Seifert conjecture, Annals of Mathematics, Band 144, 1996, S. 547–576.
- Symmetry classes of alternating-sign matrices under one roof, Annals  of Mathematics, Band 156, 2002, S. 835–866.
- A subexponential-time quantum algorithm for the dihedral hidden subgroup problem, SIAM J. Comput. 35 (2005), no. 1, 170–188. Arxiv 2003
- Numerical cubature using error-correcting codes, SIAM J. Numer. Anal. 44 (2006), no. 3, 897–907. Arxiv 2004
- From the Mahler conjecture to Gauss linking integrals. Geom. Funct. Anal. 18 (2008), no. 3, 870–892.
- Knottedness is in NP, modulo GRH. Adv. Math. 256 (2014), 493–506. Arxiv 2011